# Juanjo Artero

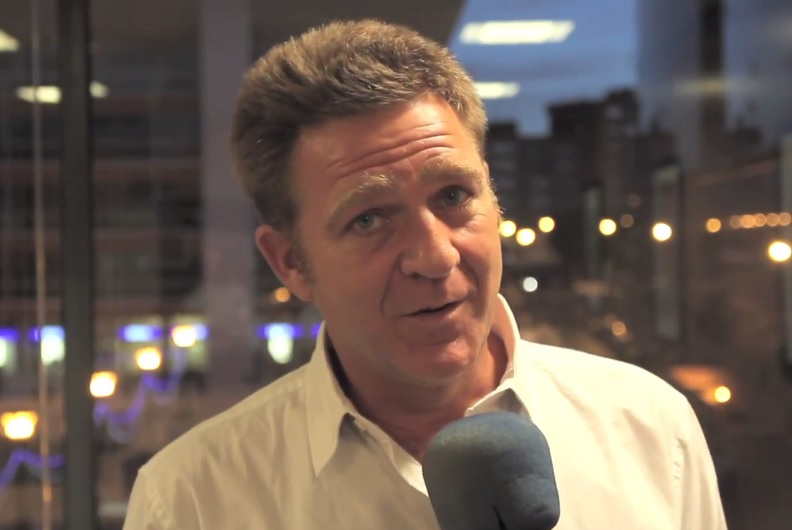
Juanjo Artero nel 2012

Juan José Artero, detto Juanjo (Madrid, 27 giugno 1965), è un attore spagnolo di cinema, teatro e televisione. All'età di 14 anni si fece conoscere interpretando Javi nella mitica serie Verano azul. Ha anche partecipato in serie tv come El comisario impersonando il vice ispettore Carlos "Charlie" Márquez o El barco (La nave) interpretando Ricardo Montero, il capitano della nave-scuola.

## Biografia
Nasce a Madrid nel 1965, figlio di Gabriel Artero Guirao, chirurgo cardiovascolare che si è occupato di Francisco Franco nei suoi ultimi giorni. 
Il suo primo ruolo nel piccolo schermo è stato nella serie Verano azul, dove interpretava Javi. Antonio Mercero, regista e sceneggiatore, lo conobbe in una piscina nell'estate del '79 quando aveva solamente 14 anni, gli fece dei provini e lo selezionò.

## Carriera
Era figlio del cardiochirurgo Gabriel Artero Guirao che curò Franco fino all'ultimo dei suoi giorni. Il giovane in quel momento non aveva nessuna esperienza come attore salvo aver partecipato all'attività del gruppo di teatro della sua scuola.
Dopo il successo ottenuto dalla serie Verano azul, per la quale ancora oggi lo si ricorda, ha formato un duo musicale con José Luis Fernández, anch'egli attore nella stessa serie.
Il duo, battezzato come "Pancho e Javi" ha registrato un unico disco nel 1982.
In seguito è tornato alla recitazione ed è intervenuto di nuovo in numerose serie televisive, nonché in numerose opere teatrali e film (molti dei quali sotto la direzione di Antonio del Real).
La sua interpretazione televisiva più famosa sinora è stata quella del personaggio del vice ispettore Carlos "Charlie" Márquez nella serie El comisario, trasmessa da Telecinco per 12 stagioni dal 1999 al 2009.
Inoltre, da gennaio del 2011 fino a febbraio del 2013 interpretò da protagonista la serie di fantascienza El barco.
Tra il 2014 e 2016 ha interpretato Víctor Reyes nella telenovela Amare è per sempre e attualmente, nei panni del commissario Bremón, partecipa alla serie di TVE "Servir y proteger".

## Filmografia

### Televisione

#### Come interprete
- Estudio 1, un episodio: El perro del hortelano, nel ruolo di paggio (1981)
- Verano azul, interpretando Javi (1981 - 1982)
- Turno de oficio, un episodio: Con la venia, Señoría, nel ruolo di Gerar (1987)
- El olivar de Atocha, un episodio: Joven literato y periodista (1988)
- Viaje a Jackosland, personaggio episodico (1989)
- Primera función, un episodio: Los pequeños burgueses (1989)
- El gran secreto, interpretando Dan. Miniserie (1989)
- Historias del otro lado, personaggio episodico (1992)
- ¡Por fin solos!, nel ruolo di Víctor (1994 - 1995)
- Hermanos de leche, un episodio: Hermanos de leche (1995)
- Canguros, un episodio: Deseo, pasión y paciencia (1996)
- Función de noche, un episodio: La discreta enamorada (1996)
- En la cresta de las olas, personaggio episodico (1997)
- Juntas, pero no revueltas, personaggio episodico (1997)
- Función de noche, un episodio: Los melindres de Belinda (1997)
- Los negocios de mamá, interpretando Félix (1997)
- El comisario, nel ruolo di Carlos "Charlie" Márquez (1999-2009)
- Hospital Central, un episodio: Contra las cuerdas, nei panni di Carlos "Charlie" Márquez (2000)
- 7 vidas, un episodio: Erection, ancora nei panni di Carlos "Charlie" Márquez (2004)
- El barco, nel personaggio del Capitano Ricardo Montero (2011 - 2013)
- Maras, cast. Miniserie (2011)
- Libres, nel ruolo di Antonio (2013)
- Frágiles, un episodio: El deportista atropellado, interpretando Julián (2013)
- El clavo de oro, nel ruolo di Esteban, il sacerdote. TV movie (2014)
- Amar es para siempre, interpretando Enrique Forján "Víctor Reyes" (2014 - 2015; 2016)
- El Príncipe, nei panni di Carlos "Charlie" Márquez, due episodi (2016)
- El hombre de tu vida, interpretando Gonzalo Vidal, episodico (2016)
- Servir y proteger, nel personaggio del Commissario Emilio Bremón (2017 - ¿?)

#### Come presentatore
- La dos en el teatro, in TVE (1997 - 1998)
- Andalucía siempre, in Canal Sur (2013)

### Lungometraggi
- Nosotros en particular, come Jonás. Dir. Domingo Solano (1985)
- Oficio de muchachos, come Pancho Garrido. Dir. Carlos Romero Merchán (1987)
- El río que nos lleva, come Rubio. Dir. Antonio del Real (1989)
- Ovejas negras, cast. Dir. José Mª Carreño (1990)
- ¡Por fin solos!, come Teddy. Dir. Antonio del Real (1994)
- Corazón loco, come Félix, l'ostetrico. Dir. Antonio del Real (1997)
- El conductor, come un cameriere. Dir. Jorge Carrasco (1998)
- No habrá paz para los malvados, come Leiva. Dir. Enrique Urbizu (2011)
- Botas de barro, cast. Dir. Pilar Távora (2015)

### Cortometraggi
- Futuro perfecto, cast. Dir. Antonio del Real (1986)
- A la altura de los ojos, come Javier. Dir. Miguel Ángel Sánchez (1986)
- El grito de la sirena, nei panni di un ragazzo. Dir. Jesús del Real (1990)
- Brasil, nel ruolo di amante. Dir. F. Javier Gutiérrez (2002)
- La cuerda rota. Dir. Sergi Serrano (2007)
- Pulsiones, cast. Dir. Javier de la Torre (2008)
- Photo, nel ruolo di un fotografo. Dir. José Enrique Sánchez Sarabia (2011)
- Ministro, nel ruolo di un ministro. Dir. Víctor Cerdán (2013)
- Un millón, interpretando Basilio. Dir. Álex Rodrigo (2014)

### Teatro
- El príncipe constante. Dir. Alberto González Vergel (1988)
- Tríptico de los Pizarro, di Tirso de Molina. Dir. Alberto González Vergel (1989)
- Asamblea General. Dir. Juan Carlos Pérez de la Fuente (1990)
- El jardín de Falerina, di Calderón de la Barca. Dir. Guillermo Heras (1991)
- Fiesta Barroca. Dir. Miguel Narros (1992)
- Los melindres de Belisa, di Lope de Vega. Dir. S. Cantero (1992 - 1993)
- El acero de Madrid, di Lope de Vega. Dir. Laila Ripoll (1993 - 1995)
- La discreta enamorada, nel ruolo di Lucindo; di Lope de Vega. Dir. Miguel Narros (1995 - 1996)
- Romeo, nel ruolo di Romeo. Cía. Teatro Meridional (1997 - 2007)
- Medea, nel ruolo di un messaggero; di Eurípides. Dir. Michael Cacoyannis (2001 - 2002)
- Don Juan Tenorio, interpretando Don Juan; di José Zorrilla. Dir. María Ruiz (2002)
- Por amor al arte, interpretando Adam; di Neil LaBute. Dir. Gerardo Vera (2003 - 2004)
- Mirando hacia atrás con ira, nel ruolo di Jimmy; di John Osborne. Dir. José Carlos Plaza (2004 - 2006)
- Don Juan Tenorio, nei panni di Don Juan; di José Zorrilla. Dir. Natalia Menéndez (2005 - 2006)
- Nina, interpretando Blas; di José Ramón Fernández. Dir. Salvador García Ruiz (2006)
- Seis clases de baile en seis semanas, nel ruolo di Michael; di Richard Alfieri. Dir. Tamzin Townsend (2007 - 2010)
- Historias de un karaoke, nei panni di Roberto; di Juan Luis Iborra e Antonio Albert. Dir. Juan Luis Iborra. (2010 - 2012)
- Paradero desconocido, interpretando Martín Shulse; di Kressmann Taylor. Dir. Laila Ripoll (2012 - 2014)
- No se elige ser un héroe, nel ruolo di Ramón; di David Desola. Dir. Roberto Cerdán (2013)
- Rotas, di Paloma Gómez. Dir. Luis Lorente (2013 - 2014)
- El hijo de la novia, di F. Castets e Juan Campanella. Dir. Garbi Losada (2014 - 2016)
- EL Milagro de La Tierra, di Toniflix Espectáculos. Dir. Laia Ripoll (2015 - 2017)
- La velocidad del otoño, di Eric Roble. Dir. Magüi Mira (2016 - Actualidad)
- Asesinato en el Orient Express. Dir. Jose Saiz (dicembre 2024, Teatro Flumen, Valencia - Spagna)

## Premi e nomine
- Menzione d'onore con il Premio Acarte della Fondazione Gulbenkian per il suo lavoro in Romeo (1996)
- Migliore Messa in scena nel Festival Internazionale del Teatro Hispano di Miami per il suo lavoro in Romeo (1997)
- Premio Florencio Sánchez dell'Associazione Nazionale di Critici di Teatro di Montevideo (Uruguay) al Migliore Spettacolo Straniero per il suo lavoro in Romeo (1997)
- Premio Teatro de Rojas nella XIII Edizione alla Migliore Interpretazione Maschile per il ruolo di Jimmy in Guardando all'indietro con ira (2005)
- Premio Juan Bravo di Teatro, Musica e Danza al Migliore Attore per il ruolo di Michael in Seis clases de baile en seis semanas (2009)
- Nominato Migliore interpretazione maschile di riparto nei XXVI Premi Goya per il ruolo di Leiva in No habrá paz para los malvados
- Nominato Migliore attore di casting nella XXI Edizione dei Premi Unione di Attori per il ruolo di Leiva in No habrá paz para los malvados
- Premio Protagonista nella Categoria di Serie di Televisione per il ruolo di Ricardo Montero in El barco  (2011)
- Premio del Festival del Cinema Fantástico y de Terror de Peligros (Granada) per la sua dedizione e grande apporto al mondo della televisione (2011)
- Premio Al más dulce nella XIV Edizione di Consegna di Premi Gastronomici La Cazuela della Comunità di Madrid (2011)
- Premio alla migliore interpretazione nel XXXIV Festival di Teatro Città di Palencia per il ruolo di Martín Shulse in Paradero Desconocido (2013)
- Premio Joyas consegnato dalla corporazione dei gioiellieri, orefici e orologiai di Madrid come riconoscimento per tutta la sua carriera televisiva e cinematografica e per promuovere attraverso i suoi lavori la cultura spagnola (2013)
- Premio a Abulense del año nei Galardones Alcazaba per la sua traiettoria nel mondo del cinema (2013)
- Premio Viña de oro per il suo apporto al mondo della televisione, cinema e teatro (2014)
- Premio al Migliore Attore Secondario nel Bilbao Web Fest (2015) per il suo lavoro nella serie web "Libres".